# Nice (The Nice)
Nice, pubblicato nel settembre del 1969 e distribuito negli Stati Uniti anche con il titolo Everything as Nice as Mother Makes It, è il terzo e ultimo album in studio del gruppo musicale britannico The Nice.

## Brani
La prima edizione dell'album riportava all'interno la riproduzione di note esplicative scritte a mano dal tastierista del gruppo, Keith Emerson.
Il lato A dell'album contiene quattro brani registrati ai Trident Studios di Londra a metà del 1969:
- Azrael Revisited è una nuova versione, ampliata e riarrangiata, del brano Azrial (Angel of Death) che il gruppo aveva già inciso come lato B del primo 45 giri The Thoughts of Emerlist Davjack (1968);[3]
- Hang on to a Dream è una cover del brano How Can We Hang On to a Dream (1966) del cantautore Tim Hardin e nel ritornello include un arrangiamento per coro a cura di Duncan Browne, artista che all'epoca, come The Nice, incideva per la Immediate Records;[3][4]
- Diary of an Empty Day musicalmente prende spunto dal tema del Rondo dalla Sinfonia spagnola per violino ed orchestra op. 21 (1874) di Édouard Lalo. Il testo è del bassista e cantante del gruppo, Lee Jackson;[3]
- For Example è un lungo brano che lascia spazio al virtuosismo di Keith Emerson sia all'organo Hammond che al pianoforte. All'incisione prende parte una sezione fiati da big band, non accreditata, che nella parte finale cita brevemente temi tratti dai brani Norwegian Wood dei Beatles e America di Leonard Bernstein; se si escludono tali accenni, il brano è l'unica composizione originale e al contempo totalmente inedita dell'intero album.

Il lato B si compone di due brani registrati dal vivo in concerto rispettivamente il 9 e 10 aprile 1969 al Fillmore East di New York:
- Rondo '69, come da titolo, è una versione aggiornata al 1969 del brano Rondo, già incluso nel primo album The Thoughts of Emerlist Davjack (1968) e a sua volta è una rilettura di Blue Rondo à la Turk (1959), brano jazz del Dave Brubeck Quartet;[3]
- She Belongs to Me di Bob Dylan faceva parte del repertorio di The Nice sin dai loro esordi come gruppo d'accompagnamento della cantante soul statunitense P. P. Arnold.[4] In questa versione, sul tema di Dylan il trio sviluppa una lunga improvvisazione nella quale Emerson all'organo Hammond si produce in numerose citazioni fra cui: il tema di Elmer Bernstein dal film I magnifici sette (1960), il brano Hoedown dal balletto Rodeo di Aaron Copland (poi ripreso integralmente da Emerson, Lake & Palmer nel 1972 sull'album Trilogy) e due pezzi di Johann Sebastian Bach: il Preludio dalla Partita N.3 in Mi Maggiore per violino solo BWV 1006 e il Preludio N.3 in Re Maggiore BWV 850 dal primo libro de Il clavicembalo ben temperato.

## Pubblicazione e accoglienza
Nello stesso periodo in cui l'album usciva in Europa, la distribuzione negli Stati Uniti del catalogo della Immediate Records – l'etichetta per la quale The Nice incidevano nel Regno Unito – passò dalla Columbia alla Capitol e perciò l'album oltreoceano fu pubblicato da entrambe le case discografiche con copertine e titoli diversi: la Columbia lo stampò come Nice ma cambiando la copertina rispetto all'Europa; la Capitol col titolo: Everything as Nice as Mother Makes It e una confezione ancora differente; il contenuto musicale era il medesimo in tutte le edizioni, da ambo le sponde dell'Atlantico.
Dei tre album pubblicati dai Nice quando erano in attività, questo fu l'unico a entrare nella Official Albums Chart britannica all'epoca della sua uscita, arrivando al terzo posto il 20 settembre 1969 e rimanendo per sei settimane tra i primi 100.

## Tracce
Lato A
1. Azrael Revisited – 5:52 (Keith Emerson, Lee Jackson)
2. Hang on to a Dream – 4:46 (Tim Hardin, arr. The Nice, Duncan Browne)
3. Diary of an Empty Day – 3:54 (testo: Jackson – musica: Édouard Lalo, arr. The Nice)
4. For Example – 8:51 (Emerson, Jackson)

Lato B
1. Rondo '69 – 7:53 (musica: Dave Brubeck, arr. The Nice)
2. She Belongs to Me – 12:15 (Bob Dylan, arr. The Nice)

## Formazione
Gruppo
- Keith Emerson – organo Hammond, pianoforte
- Lee Jackson – basso, voce
- Brian Davison – batteria, percussioni

Ospiti
- Duncan Browne – arrangiamento e direzione del coro (traccia: A2)